# Diecezja Lismore
Diecezja Lismore – diecezja rzymskokatolicka należąca do metropolii Sydney i znajdująca się w północnej części stanu Nowa Południowa Walia. Powstała w 1887 jako diecezja Grafton, wskutek wyłączenia terenu należącego wcześniej do diecezji Armidale. Od 1900 nosi obecną nazwę.

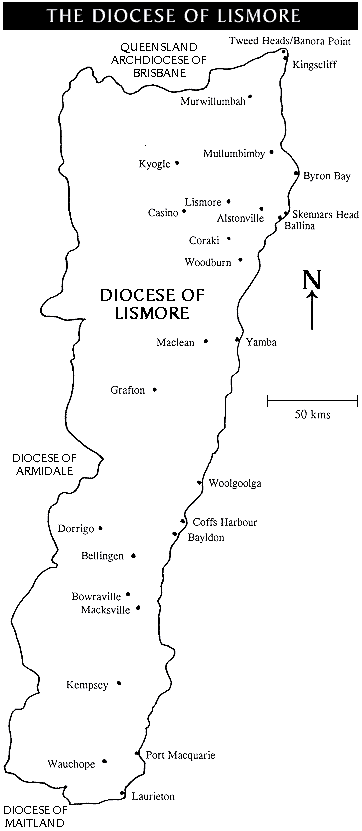
Mapa diecezji